# Wendy Vereen
Wendy Vereen (ur. 24 kwietnia 1966) – amerykańska lekkoatletka specjalizująca się w biegach sprinterskich.

## Sukcesy sportowe
Największy sukces w karierze odniosła w 1993 r. w Stuttgarcie, zdobywając srebrny medal mistrzostw świata w biegu sztafetowym 4 x 100 metrów (wspólnie z Michelle Finn, Gwen Torrence oraz Gail Devers). W tym samym roku zajęła 5. miejsce w biegu na 200 metrów podczas halowych mistrzostw świata w Toronto.

## Rekordy życiowe
- bieg na 100 metrów – 11,17 – 03/07/1983
- bieg na 200 metrów – 22,63 – Walnut 17/04/1993
- bieg na 200 metrów (hala) – 23,07 – Toronto 13/03/1993